# Obereopsis bootangensis
Obereopsis bootangensis är en skalbaggsart som beskrevs av Stefan von Breuning 1970. Obereopsis bootangensis ingår i släktet Obereopsis och familjen långhorningar. Inga underarter finns listade i Catalogue of Life.